# Harvest Caye
Harvest Caye ist eine Insel vor der Küste von Belize. Die Privatinsel gehört der Norwegian Cruise Line.
Die Reederei errichtete ein Resort auf der Riffinsel (Caye) und weitere touristische Attraktionen, wie mehrere Tiergehege, unter anderem ein Schmetterlingshaus mit Morpho menelaus (Blauer Morpho-Falter).

## Geographie
Die langgezogene Insel hat etwa die Form einer gesägten Messerklinge. Sie ist stark bebaut. Nördlich der Insel verläuft ein künstlicher Kanal zur Mündung des Big Creek, wo es einen Hafen gibt.

## Kontroversen
Am 23. Mai 2017 entnahm Personal von Harvest Caye, in Begleitung des Beamten Edgar Correa vom Belize Forestry Department einen jungen Scharlachara aus der Belize-Bird-Rescue-Station als Zootier für Harvest Caye. Belize Bird Rescue, eine Non-Profit-Organisation mit dem Ziel Wildvögel aufzuziehen und auszuwildern protestierte heftig gegen dieses Vorgehen, da der Vogel gesund und ein guter Kandidat zur Auswilderung war. Die Konfiszierung wurde auch von der Belize Audubon Society verurteilt und führte zu bedeutenden Protesten.